# Khady Sylla
Khady Sylla (Dakar, 27 marzo 1963 – Dakar, 8 ottobre 2013) è stata una scrittrice senegalese.
Studiò a Parigi e fu professoressa di tedesco nell'Università Cheikh Anta Diop di Dakar.

## Biografia
Nata a Dakar, studiò all'École Normale Supérieure dove si interessò ad una carriera letteraria. In seguito divenne una delle protagoniste di un piccolo numero di donne cineaste africane. Her An Open Window ha vinto un primo premio cinematografico al Marseille Festival of Documentary Film. È stata una delle numerose registe senegalesi mentori dell'etnologo francese Jean Rouch. 
Era la sorella maggiore della regista Mariama Sylla, con la quale ha co-diretto il film Une simple parole.

## Filmografia
- An Open Window
- Colobane Express (1999)

### Cortometraggi e documentari
- Les Bijoux (1997)
- Une fenêtre ouverte (2005) (52 min.)